# Alan Hughes (cầu thủ bóng đá)
Alan Hughes (sinh ngày 5 tháng 10 năm 1948) là một cựu cầu thủ bóng đá người Anh thi đấu ở vị trí tiền đạo.
Hughes có 9 lần ra sân ở Football League vớiChester mùa giải 1967-68, khi được Liverpool cho mượn (nơi ông không có cơ hội ra sân). Hughes thay thế cho David Hancox với áo số 9 của Chester khi có màn ra mắt vào tháng 11 năm 1967, với 2 tháng cho mượn ông có 2 trận ở Cúp FA và một trận Cúp bóng đá Wales. Hai bàn thắng của ông là vào lưới của Swansea Town và Port Vale. Thời hạn cho mượn kết thúc vào tháng 1 năm 1968 và ông không thi đấu ở Football League nữa.

## Bibliography
- Sumner, Chas (1997). On the Borderline: The Official History of Chester City F.C. 1885-1997. Yore Publications. ISBN 978-1-874427-52-0.